# 国立病院機構神戸医療センター
独立行政法人国立病院機構神戸医療センター（どくりつぎょうせいほうじんこくりつびょういんきこうこうべいりょうセンター）は、兵庫県神戸市須磨区にある医療機関。独立行政法人国立病院機構が運営する病院である。日本における側弯症の専門医療施設である。

## 沿革
- 1918年 - 神戸市立屯田療養所開設。
- 1941年 - 神戸市立多井畑療養所として統合。
- 1947年 - 厚生省に移管され国立神戸療養所となる。

（昭和20年代になり治癒法が確立されるまで結核療養のための施設として機能した）
- 1981年 - 国立明石病院と統合され、国立神戸病院として発足。
- 2001年1月6日 - 中央省庁再編により厚生労働省所管となる。
- 2004年4月1日 - 独立行政法人国立病院機構へ移管、現名称に変更。

## 診療科
- 内科
- 心療内科・精神科
- 呼吸器科
- 消化器科
- 循環器科
- 外科
- 心臓血管外科
- 整形外科
- 脳神経外科
- 呼吸器外科
- 婦人科
- 産科
- 小児科
- 皮膚科
- 泌尿器科
- 耳鼻咽喉科
- 眼科
- 放射線科
- 麻酔科
- リハビリテーション科

## 医療機関の指定・認定
（下表の出典）
| 保険医療機関                                   | 労災保険指定医療機関                     |
| 指定自立支援医療機関（更生医療）               | 指定自立支援医療機関（育成医療）         |
| 臨床研修病院                                   | 指定自立支援医療機関（精神通院医療）     |
| 身体障害者福祉法指定医の配置されている医療機関 | 臨床修練病院等                           |
| 生活保護法指定医療機関                         | がん診療連携拠点病院（県指定）           |
| 結核指定医療機関                               | 指定療育機関                             |
| エイズ治療拠点病院                             | 指定小児慢性特定疾病医療機関             |
| 特定疾患治療研究事業委託医療機関               | 戦傷病者特別援護法指定医療機関           |
| 原子爆弾被害者医療指定医療機関                 | 在宅療養後方支援病院                     |
| 原子爆弾被害者一般疾病医療取扱医療機関         | DPC対象病院                              |
| 公害医療機関                                   | 母体保護法指定医の配置されている医療機関 |
| 地域医療支援病院                               |                                          |

- 救急告示病院[2]
- 公益財団法人日本医療機能評価機構認定病院[3]

## 交通アクセス
- 神戸市営地下鉄西神・山手線「名谷駅」より徒歩10分[4]。
- 神戸市営バス76番乗車、「神戸医療センター前」停留所下車徒歩3分[4]。
- JR神戸線「垂水駅」・山陽電気鉄道本線「山陽垂水駅」より山陽バス乗車「神戸医療センター下」停留所で下車[4]。